# Jahnsfelde
Jahnsfelde è una frazione della città tedesca di Müncheberg, nel Brandeburgo.

## Storia
Jahnsfelde fu fondata nel 1244 dall'abbazia di Trzebnica.
Il 31 marzo 2002 il comune di Jahnsfelde fu aggregato alla città di Müncheberg.